# 洛恩-德呂嫩沙丘國家公園
51°38′52″N 5°06′53″E / 51.64778°N 5.11472°E
洛恩-德呂嫩沙丘國家公園（荷蘭語：Nationaal Park De Loonse en Drunense Duinen）是荷蘭的國家公園，位於該國南部北布拉班特省，成立於2002年，面積35平方公里，橫跨洛恩奧普贊德、赫斯登和菲赫特。